# 極嚢

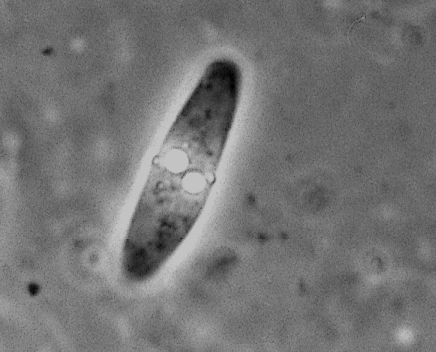
ニシマアジに寄生する粘液胞子虫の一種 Alataspora solomoni。縫合線の両脇に極嚢がある。

極嚢（きょくのう、英: polar capsule）はミクソゾア類の胞子に見られる刺胞に似た構造である。内部には1本の極糸（きょくし、polar filament）が収まっていて、これを放出することで、胞子を宿主の腸壁に保持する役割があると考えられている。
極嚢はタンパク質および多糖の2層からなり、これが極糸まで続いている。口はキャップのような構造でおおわれている。
極糸は粘着性で極嚢の内壁に沿って巻かれており、おそらく宿主の消化管での消化作用を引き金にして、速やかに裏返しに突出する。極糸の外転機構は2つの説が提案されている。1つは腔腸動物の刺胞のように、極嚢の静水圧が極糸を押し出すというもの。もう1つは、収縮タンパク質が関与したカルシウム依存的な積極的な機構だというもの（Uspenskaya 1982）である。
極糸の形態は種分類で重要である。例えば Ceratomyxa 属の一部の種では、極糸の一部がまっすぐな基部をつくり、そのまわりに残りの部分が巻きついている。Sphaeromyxa 属では巻かれているというよりはジグザクに折りたたまれている。
なお、かつて極嚢胞子虫とよばれてミクソゾアと一括して分類されていた群に微胞子虫などがある。それらにも類似の構造があり、以前はそれらも極嚢と呼ばれたが、性質が大きく異なる。これについては胞子虫の項目を参照されたい。